# ヴィルト第2彗星
ヴィルト第2彗星（英語: 81P/Wild）は、公転周期6.41年の短周期彗星。

## 観測史
ヴィルト第2彗星は1978年1月6日にパウル・ヴィルトがスイスベルン大学のツィンマーヴァルト天文台にある口径40cmシュミット式望遠鏡を用いて撮影した写真上から発見した。
その後の観測でヴィルト第2彗星は1974年に木星に0.2 auまで接近していることが明らかになった。この接近で木星の摂動の影響を受けて軌道が変わり、公転周期は約40年から6年弱へと減少した。

## 物理的性質
この彗星の核は楕円体とみなすと大きさは各径で5.5 km×4.0 km× 3.3 kmである。密度は0.38 - 0.6 g/cm3で、これらをもとにして計算される質量は1.4 - 2.3×1013 kgである。

## 軌道
ヴィルト第2彗星は、近日点が火星の周回軌道付近、遠日点が木星の周回軌道付近にある木星族彗星である。軌道を過去に遡って調べた結果、ヴィルト第2彗星は、かつては木星付近から天王星付近の間を40年前後かけて周回するケンタウルス族の軌道を取っていたが、1974年9月9日に木星へ0.0061 au（約91万2千㎞）まで接近したことから摂動を受けて軌道が変わり、近日点が4.95 auから1.49 au（当時、以下同）に、公転周期が43.17年から6.17年に変化したことが分かった。

## 探査
NASAのディスカバリー計画の4つ目の計画として1999年2月7日に探査機スターダストが打ち上げられた。スターダストは2004年1月2日にヴィルト第2彗星に接近し、星間ダストとともにコマから得られた微粒子を地球に持ち帰った。接近の際には72枚ものヴィルト第2彗星を映した画像が撮影された。それらの写真により底が平らな低地や切り立った崖などがあり、大きいものでは2 kmに及ぶものもあることが明らかになった。
2006年1月15日午前10時10分(UTC)にスターダストの持ち帰った資料がアメリカのユタ州に着地した。NASAの研究者らは微粒子を採集するための容器に入った彗星・星間ダスト由来の粒を除去して分析を行った。除去した方は世界中の研究者のもとへ送られた。また、NASAは惑星協会と協力してStardust@homeと呼ばれるオンラインで一般の人々にもボランティアとして参加できる星間ダストの捜索も行った。
全世界の科学者らにより研究が行われた結果、これまでに輝石やカンラン石、鉄とニッケルの単体及び硫化物などが発見されており、その成分はコンドライトに近いものであった。他に、アミノ酸のグリシン（彗星からの発見は初）が発見されており、生命誕生の元となる物質の一部が宇宙起源であるという説の立証となると期待されている。なお、グリシンはチュリュモフ・ゲラシメンコ彗星でも同様に発見された。
2008年9月19日にサイエンス誌上に掲載された論文でヴィルト第2彗星で採集された粒からコンドルールに類似する物質が確認されたことが報告された。コンドルールは高温の領域でしか形成されないがヴィルト第2彗星を含む短周期彗星は原始太陽系円盤の外側の比較的低温の領域で形成される。酸素同位体比も小惑星帯の天体と似ていたことから太陽系形成初期の段階で物質が内側から外側に移動したということが考えられる。
2011年4月にはアリゾナ大学の研究者らにより液体の水が存在するという間接的な証拠が示された。彼らは液体の水の存在下で生成される鉄や銅の硫化物を確認した。しかし、これは定説の汚れた雪玉モデルには合わない結果である。研究者のひとり、Eve Bergerは天体衝突や崩壊エネルギーで生じた熱による可能性も言及している。
2014年8月14日には超新星爆発により生成された可能性もある太陽系外からの7つの微小な星間ダストがNASAの研究者らにより発見された。

## ギャラリー

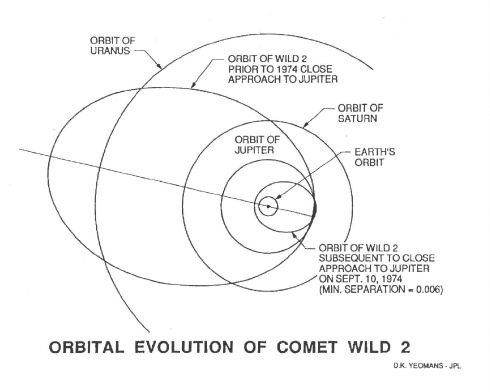
ヴィルト第二彗星の1974年以前の軌道と現在の軌道。1974年以前は遠日点が天王星よりも遠いことが分かる。
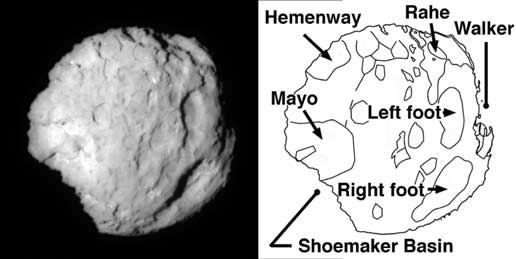
ヴィルト第2彗星の核の外見と地名。
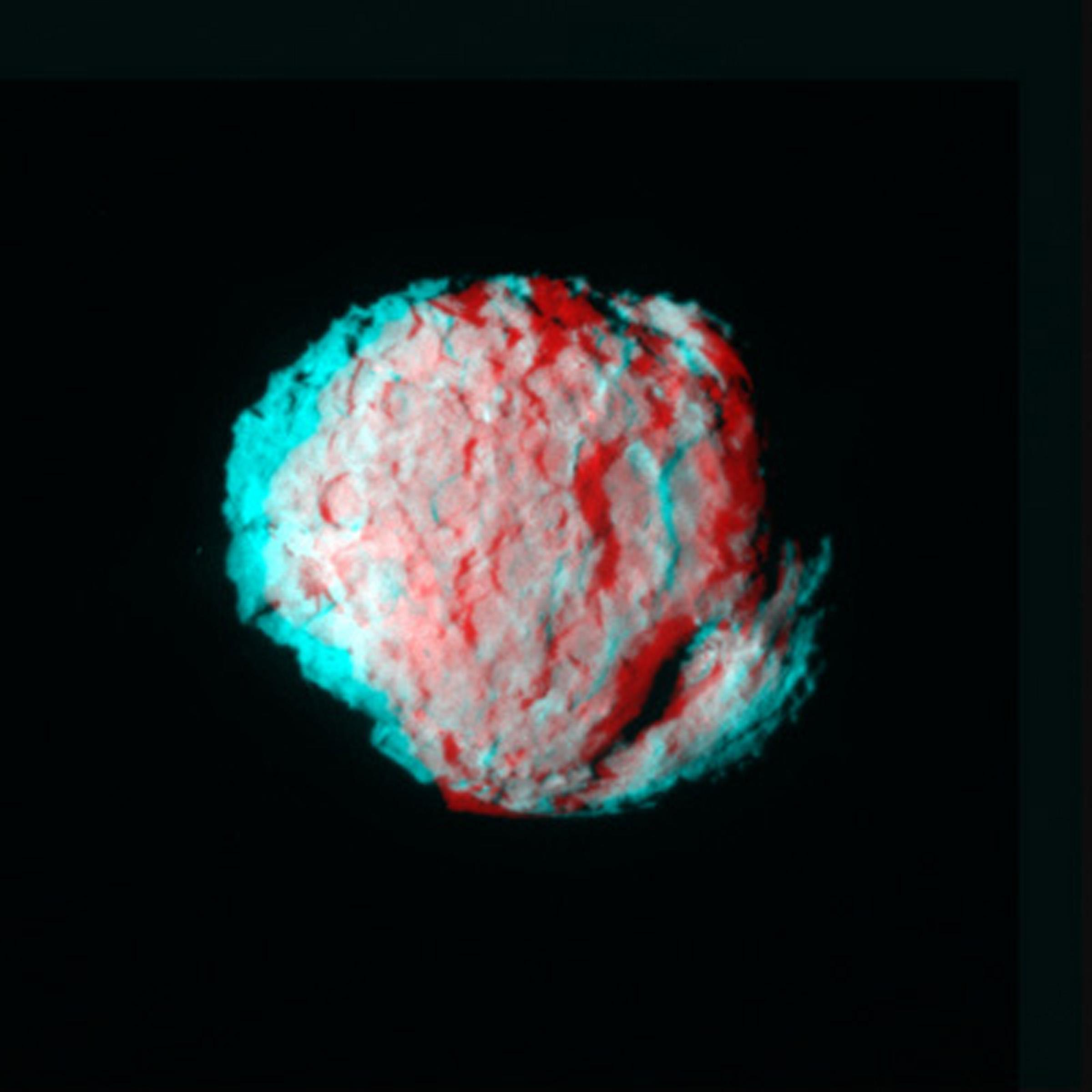
アナグリフの画像(3Dメガネで立体的に見えるようにした画像)
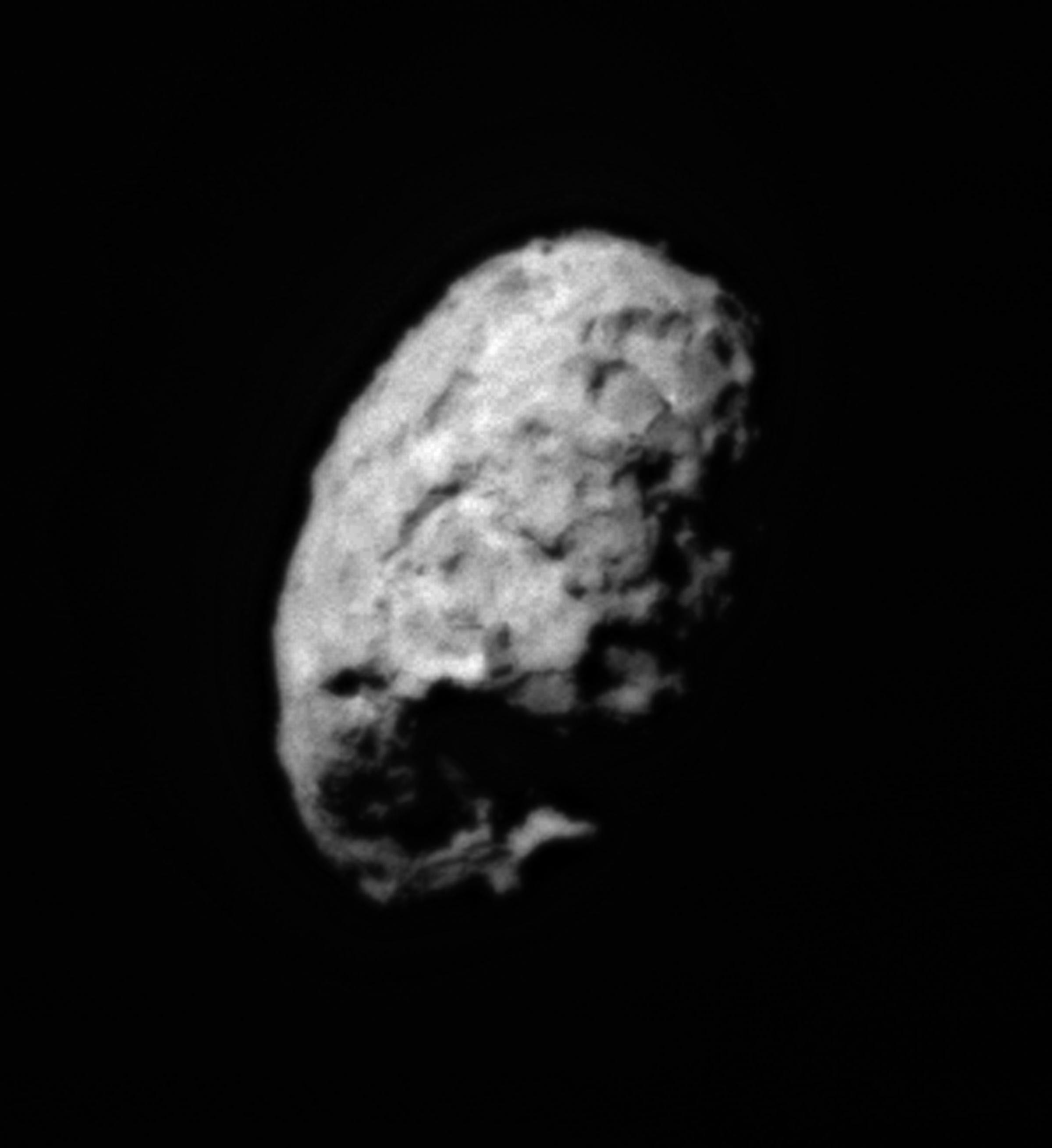
別角度の画像